# Herman Jeurissen
Herman Jeurissen (* 27. Dezember 1952 in Wijchen) ist ein niederländischer Hornist.
Jeurissen studierte Horn bei Adriaan van Woudenberg und Michael Höltzel. 1978 wurde er als Solohornist am Residentie Orkest Den Haag engagiert. Seither betreut er auch die Hornklasse am Brabants Conservatorium Tilburg. Zudem unterrichtet Jeurissen seit 1998 Naturhorn am Königlichen Konservatorium in Den Haag.
Jeurissen ist zudem als Dozent bei verschiedenen Hornsymposien und Meisterkursen tätig. Sein künstlerisches Interesse richtete er vor allem auf unbekannt gebliebene Werke für Horn.
Er wurde 1978 mit dem Prix d’excellence ausgezeichnet.
1979 erhielt er den Silbernen Kranz der Freunde des Concertgebouws Amsterdam.

## Veröffentlichungen

### CD-Aufnahmen
- Franz und Richard Strauss: Kammermusik für Horn, Alt und Klavier
- La Hieronyma, Musik des Barock für Horn und Orgel
- Wolfgang Amadeus Mozart und Joseph Haydn: Hornkonzerte Nr. 5 und 6, Konzert für zwei Hörner
- Leopold Mozart: Sämtliche Werke für Horn

### Schriften
- Rondom Mozart en de hoorn. In: Mozartkring Gelre-Niederrhein. Muzikaal Cultureel Bericht. 1, 1, Nijmegen, September 1989, S. 6–7.
- Mozarts allererstes Hornkonzert, Fragen und Hypothesen. In: Das Orchester. 39, 10, Mainz 1991, S. 1104–1107.
- Mozart’s very first horn concerto. Translated by Martha Bixler, Ellen Callmann, and Richard Sacksteder. In: Historic Brass Society Journal. 3, 1991, S. 48–55.
- „Die Zauberflöte II“ van J. W. Goethe. In: Mozartkring Gelre-Niederrhein. Muzikaal Cultureel Bericht. 4, 2. Beek-Ubbergen, September 1992, S. 31–33.
- Fragen und Hypothesen in Bezug auf die erhaltenen Manuskripte der Mozartschen Hornkonzerte. In: Rudolph Angermüller, Dietrich Berke, Ulrike Hofmann, Wolfgang Rehm (Hrsg.): Bericht über den Internationalen Mozart-Kongreß Salzburg 1991. Bärenreiter, Kassel/Basel/London/New York/Prag 1992, S. 930–937 (Mozart-Jahrbuch).
- Nogmaals „Die Zauberflöte II“ van J. W. Goethe. In: Mozartkring Gelre-Niederrhein. Muzikaal Cultureel Bericht. 5, 1. Beek-Ubbergen, April 1993, S. 33–35.
- Willem Spandau, hoornvirtuoos aan het hof van Willem V. In: Mozartkring Gelre Niederrhein. Muzikaal Cultureel Bericht. 9, 2. Beek-Ubbergen, Oktober 1997, S. 4–8.
- The Horn Concerti of W. A. Mozart. In: Brass Bulletin 2001, S. 86–92 und S. 60–65.

### Ergänzungen zu Fragmenten
- Mozart: Rondo aus dem Hornonzert in D KV 386b	(412)
- Mozart: Erster Satz zu einem Hornonzert in E KV Anh. 98a (494a)
- Mozart: Erster Satz zu einem Hornonzert in Es KV 370b
- Mozart: Rondo für Horn in Es KV 371
- Franz Xaver Süßmayr: Sonatensatz in Es für Horn und Klavier